# مانوکوتاک (آلاسکا)
مانوکوتاک (به انگلیسی: Manokotak) شهری در ناحیه سرشماری دیلینگهام ایالت آلاسکا است که جمعیت آن در سرشماری سال ۲۰۰۰ میلادی ۳۹۹ نفر بوده‌است.